# Idun Reiten
Idun Reiten, född 1 januari 1942 i Klæbu i Norge, är en norsk matematiker.
Båda Reitens föräldrar hade ett stort intresse för matematik och detta intresse fördes vidare till deras dotter. Vid 12 års ålder var Reiten en av endast fyra deltagare att lösa alla tio problem i en tio veckors lång matematiktävling som var en del av ett radioprogram från NRK (Norsk rikskringkasting). Reiten menar själv att hon alltid har älskat matematik, även innan hon var gammal nog att börja i skolan.
Reiten studerade matematik vid Universitetet i Oslo och doktorerade därefter vid University of Illinois. År 1971 blev hon den andra norska kvinna att få en Ph.D i matematik vid detta universitet. År 1974 fick Reiten en tjänst vid Universitetet i Trondheim (Norges Lærerhøgskole), för att sedan år 1982 bli professor i matematik vid det som senare blev Norges teknisk-naturvitenskapelige universitet i Trondheim. Hennes forskningsområde utgörs av olika delar av algebran, som exempelvis kommutativ algebra och homologisk algebra.
Reiten är ledamot av Norska vetenskapsakademin och invaldes 2007 som utländsk ledamot av Kungliga Vetenskapsakademien. Hon sitter i styrelsen för Abelpriset.

## Priser och belöningar[9]
- Inbjuden talare vid ICM (International Congress of Mathematicians), Berlin, 1998
- Humboldts forskarpris, 2005
- Möbius pris för utomordentlig forskning, Norska vetenskapsakademien, 2007
- Fritjof Nansens pris för utomordentlig forskning, Norska vetenskapsakademien, 2009
- Vald medlem av den Kungliga Vetenskapsakademien, 2007
- Medlem i AMS (the American Mathematical Society), 2012

## Nuvarande och tidigare positioner[9]
- 1982: Professor, NTNU
- 1980–1982: Docent, NTNU
- 1974–1980: Universitetslektor, NTNU
- 1973: Lektor, MIT
- 1970–1973: Forskarassistent, Norwegian Research Council